# Галицький вісник
Гàлицький вíсник — газета, тижневик. Виходить у м. Борщів.

## Історія
Газету засновано 1991 року в місті Борщеві колективом редакції, товариством «Просвіта», НРУ, УРП.
Від 1992 засновники — Борщівська района рада, Борщівська державна адміністрація і колектив редакції.
Нині виходить з додатками (газета в газеті): «Відродження», «Галичанка», «Дорога до храму» (спільно з Борщівським деканатом УГКЦ), «Нічлава» (літературний), «Наше місто» (з Борщівською міською радою) та інші.

## Редактори
Першим редактором газети був від 1991—1992 років Василь Магас. А від 1993 року Марія Довгошия.